# Martina Velarde
Martina Velarde Gómez, née le 14 avril 1979 à Rota (province de Cadix), est une femme politique espagnole, membre de Podemos.
Elle est élue députée aux Cortes Generales en 2019 et secrétaire générale de Podemos en Andalousie en 2020. Elle est réélue députée lors des élections générales de 2023, cette fois-ci avec la coalition Sumar, dans la circonscription de Grenade.

## Biographie

### Études et parcours professionnel
Martina Velarde naît le 14 avril 1979 à Rota, dans la province de Cadix. Elle est diplômée en droit de l'université de Grenade et titulaire d'un master en pratiques juridiques, CAP en formation et orientation professionnelle. 
Elle a une formation d'avocate et d'enseignante. En 2010, elle déménage de Grenade pour s'installer à Cordoue.

### Parcours politique

#### Membre de Podemos Andalousie et élue députée
Membre de Podemos et de Podemos Andalousie, elle est tête de liste de la coalition d'Unidas Podemos à Cordoue lors des élections générales d'avril 2019, elle est réinvestie et réélue lors des élections de novembre 2019.

#### Secrétaire général de Podemos Andalousie et réélue avec Sumar
En raison de la séparation du mouvement Anticapitalistas de la coalition Adelante Andalucía et de Podemos en 2020, la secrétaire générale de Podemos Andalousie, Teresa Rodríguez, annonce démissionner de ses fonctions. Martina Velarde devient secrétaire générale par intérim de Podemos Andalousie, avant d'être confirmée par un vote des adhérents en juin 2020.
Lors des élections générales de juillet 2023, lorsque Podemos rallie la coalition Sumar, elle est choisie comme tête de liste dans la circonscription de Grenade. La coalition obtient 57 842 voix, et elle est réélue députée.